# Henry Hathaway
Henry Hathaway, nome artístico de Marquis Henri Leonard de Fiennes (Sacramento, 13 de março de 1898 — Hollywood, 11 de fevereiro de 1985) foi um cineasta norte-americano. Assistente de Frank Lloyd, estreou na direção em 1929. Sua obra, embora desigual, registra vários êxitos: Lanceiros da Índia (1935), Beijo da morte (1947), Horas intermináveis (1951), Nevada Smith (1966), Bravura indômita (1969).

## Filmografia
- 1932 - Heritage of the Desert
- 1932 - Wild Horse Mesa
- 1933 - Man of the Forest
- 1933 - Sunset Pass
- 1933 - To the Last Man
- 1933 - The Thundering Herd
- 1933 - Under the Tonto Rim
- 1934 - Come on Marines!
- 1934 - Now and Forever
- 1934 - The Last Round-Up
- 1934 - The Witching Hour
- 1935 - Peter Ibbetson (bra: Amor Sem Fim)
- 1935 - The Lives of a Bengal Lancer (prt: Lanceiros da Índia)
- 1936 - Go West, Young Man
- 1936 - I Loved a Soldier
- 1936 - The Trail of the Lonesome Pine
- 1937 - Lest we Forget
- 1937 - Souls at Sea (prt: Almas em perigo ou Almas ao mar)
- 1938 - Spawn of the North (prt: Lobos do norte)
- 1939 - The Real Glory (prt: A verdadeira glória)
- 1940 - Brigham Young - Frontiersman
- 1940 - Johnny Apollo
- 1941 - Sundown (prt: Eram cinco heróis)
- 1941 - The Shepherd of the Hills
- 1942 - China Girl
- 1942 - Ten Gentlemen from West Point
- 1943 - A Lady Takes a Chance
- 1944 - Home in Indiana
- 1944 - Wing and a Prayer
- 1945 - Nob Hill
- 1945 - The House on 92nd Street
- 1946 - The Dark Corner
- 1947 - 13 Rue Madeleine
- 1947 - Kiss of Death (prt: O denunciante)
- 1948 - Call Northside 777
- 1949 - Down to the Sea in Ships (prt: Capitão do mar)
- 1950 - The Black Rose (prt: A rosa negra)
- 1951 - Fourteen Hours
- 1951 - Rawhide
- 1951 - The Desert Fox: The Story of Rommel
- 1951 - You're in the Navy Now
- 1952 - Diplomatic Courier
- 1952 - O. Henry's Fll House
- 1953 - Niagara (bra: Torrentes de paixões / prt: Niagara)
- 1953 - White Witch doctor (prt: A feiticeira branca)
- 1954 - Garden of Evil
- 1954 - Prince Valiant
- 1955 - The Racers
- 1956 - 23 Paces to Baker Street
- 1956 - The Bottom of the Bottle
- 1957 - Legend of the Lost (prt: A cidade perdida)
- 1958 - From Hell to Texas
- 1959 - Woman Obsessed
- 1960 - North to Alaska (prt:  A terra das mil aventuras)
- 1960 - Seven Thieves
- 1962 - How the West was Won
- 1964 - Circus World
- 1965 - The Sons of Katie Elder (bra: Os filhos de Katie Elder / prt: Os quatro filhos de Katie Elder)
- 1966 - Nevada Smith
- 1967 - The Last Safari (prt: Desafio ao medo)
- 1968 - 5 Card Stud
- 1969 - True Grit (bra: Bravura Indômita)
- 1971 - Raid on Rommel (prt: Os veteranos de Tobruk)
- 1971 - Shoot Out (bra: O parceiro do Diabo)
- 1974 - Hangup (prt: Na senda do vício)

## Prémios e nomeações
- Recebeu uma nomeação ao Óscar de Melhor Realizador, por "The Lives of a bengal lancer" (1935).